# 구진욱
구진욱(1994년 ~ )은 대한민국의 전 아나운서, 현 뉴스1 코리아 기자이다.

## 학력
해운대고등학교 졸업
```
고려대학교
 졸업
```

## 경력
- TBC 아나운서
- 현 뉴스1 코리아 기자

## 과거 진행 프로그램
- TBC 굿모닝뉴스